# Perictenus molecula
Genre
Espèce
Perictenus molecula, unique représentant du genre Perictenus, est une espèce d'araignées aranéomorphes de la famille des Ctenidae.

## Distribution
Cette espèce est endémique de Guinée.

## Publication originale
- Henrard & Jocqué, 2017 : Morphological and molecular evidence for new genera in the Afrotropical Cteninae (Araneae, Ctenidae) complex. Zoological Journal of the Linnean Society, vol. 180, no 1, p. 82-154.